# Río Galindo
Der Galindo ist ein 15 km langer Fluss im Nordwesten der Provinz Bizkaia im
spanischen Baskenland. Er mündet zwischen Barakaldo und Sestao nordwestlich von Bilbao in die Ría de Bilbao.

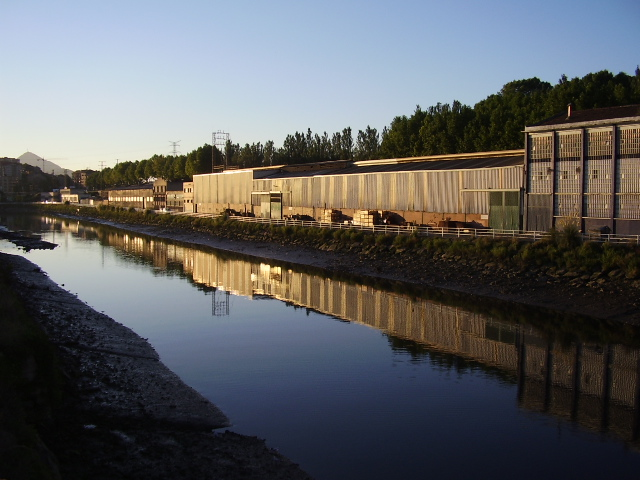
Sestao.